# Clown (film)
Clown è un film del 2014 diretto da Jon Watts.
Il film, prodotto da Mac Cappuccino e Cody Ryder, e scritto da Christopher D. Ford e Eli Roth, vede protagonisti Laura Allen, Andy Powers e Peter Stormare. Gli effetti visivi per il mostro dei clown sono ad opera di Alterian, Inc. e Tony Gardner. La fotografia principale è iniziata nel novembre 2012, ad Ottawa. Il film è uscito in Italia il 13 novembre 2014 ed è stato distribuito nel Regno Unito il 2 marzo 2015 e negli Stati Uniti il 17 giugno 2016 da Dimension Films.

## Trama
Kent McCoy, agente immobiliare, è un affettuoso marito e padre di famiglia che per il compleanno di suo figlio Jack organizza una festa chiamando un clown per farlo divertire assieme ai suoi amici. All'ultimo momento, a causa di un disguido dell'agenzia noleggiatrice, la festa di Jack rischia di andare a rotoli quando il clown disdice l’appuntamento e va ad un’altra festa. Trovandosi proprio in quel momento ancora al lavoro ed avvertito della situazione per telefono dalla moglie, Kent inizia a pensare a come porre rimedio al problema, sino a quando, nella cantina dell'abitazione dove si trova e della quale sta curando la vendita, trova un vecchio costume da clown, decidendo dunque di vestire lui stesso i panni dell'incaricato del divertimento di Jack e dei suoi amici. Dopo essersi vestito e truccato, torna così a casa, dove improvvisa uno spettacolino molto apprezzato dai bambini.
Quella stessa sera, a festa finita, Kent si addormenta stremato sul divano con il costume ancora addosso. Il mattino seguente, dovendo recarsi al lavoro per un appuntamento importante, si accorge che non riesce più a togliere il costume. A mano a mano che le ore passano, avverte addirittura che il vestito, la parrucca e il naso rosso stanno lentamente e progressivamente aderendo alla sua pelle. Ben presto se ne accorge anche la moglie Meg la quale, la sera successiva, cerca di aiutarlo nel togliere proprio il naso ma lo ferisce quando l'oggetto, dopo svariati tentativi, si stacca portandosi via assieme una fetta spessa di pelle. Successivamente, Kent inizia a mostrare strani comportamenti e malesseri, come aumento dell'appetito e sanguinamenti dalla bocca.
Volendo cercare di comprendere cosa gli sta succedendo, riesce a rintracciare l'ultima persona entrata in contatto con il costume, il Sig. Herbert Karlsson; questi gli confida di conoscere bene il costume, perché non solo ne è stato l'ultimo proprietario ma ne ha anche subìto gli effetti strazianti dopo averlo indossato: il costume è in realtà la pelle di un antico demone islandese ormai dimenticato, il "Cloyne", che ogni inverno scendeva dalle montagne verso i villaggi, attirava cinque bambini (uno per ogni mese più freddo dell'anno) e li divorava. L'unico modo per disfarsi della sua possessione senza uccidere nessuno è la morte per decapitazione: così, dopo averlo sedato con del tè, l'anziano signore tenta invano di tagliare la testa a Kent, ma questi riesce a risvegliarsi appena in tempo e a fuggire.
Abbattuto e allo stesso tempo spaventato dalle parole di Karlsson, Kent decide di allontanarsi dalla famiglia onde evitare di far del male al figlio e alla moglie, che scopre essere incinta. Si rifugia così in un bosco, dove è presente un gruppo di boyscout: uno dei essi si trova di fronte Kent, il quale li divora un dito. Rendendosi conto di quello che ha fatto, l'immobiliare scappa in un motel dove tenta il suicidio più volte; qualche sera dopo, però, uccide per errore un bambino che si era presentato nella sua stanza, attirato dal suo aspetto grottesco. Nel frattempo, anche la moglie inizia ad impegnarsi per comprendere cosa stia accadendo al marito e per cercare di combattere contro il demone che sta dominando il corpo di Kent. Dopo essere riuscita a mettersi in contatto con Karlsson, ricoverato all'ospedale dopo essere rimasto ferito nella colluttazione con Kent, ella si allea con lui, sebbene l'intento di lei è di liberare il marito, mentre quello di lui è di decapitarlo per bloccare il Cloyne.
Recatasi nell'ex abitazione di Karlsson in cerca di qualcosa che le possa tornare utile e grazie alla visione di un filmino trovato in cantina, Meg scopre che anni prima Karlsson era riuscito a liberarsi dal dominio del costume offrendo al demone le vite di cinque bambini. Nella realizzazione di ciò era stato aiutato dal fratello Martin, medico in una clinica oncologica infantile, che aveva scelto le vittime tra i malati terminali. Dopo di allora, il costume era stato conservato in cantina fino al ritrovamento da parte di Kent.
Riuscita a riportare a casa il marito, Meg lo incatena in cantina, onde evitare che faccia del male. Avendo però ormai preso il sopravvento su Kent, il demone corrompe Jack a liberarlo un pomeriggio che il bambino torna a casa solo da scuola, dopodiché si reca ad uccidere un compagno di scuola del figlio che lo prendeva in giro. Poco dopo, la donna rientra a casa e, accorgendosi della fuga di Kent, decide di portare Jack da suo padre, ritenendo la casa del genitore un posto sicuro. Dopo aver fatto fare le valigie al bambino, viene sorpresa in casa da Karlsson che, fuggito dall'ospedale, le dice che devono trovare e uccidere il demone al più presto. I due si recano perciò nella sala giochi cittadina, affollata di bambini, per cercarlo. Dopo aver perlustrato la zona e non aver trovato nessuna traccia di lui, scatta l'allarme fuga del locale, in quanto in una delle attrazioni viene trovato sventrato un bambino; nel panico generale, Meg riesce a trovare Kent, sporco di sangue ed ormai completamente trasformato, ma quando prova a parlargli il demone prende il sopravvento del marito e le dice di portargli in sacrificio un ultimo bambino pena la morte di Jack.
Dapprima sconcertata, Meg sembra poi cedere al ricatto e, offerto un passaggio ad una ragazzina che si trovava in sala giochi e che era sola al momento dell'allarme, la porta sul luogo dell'appuntamento stabilito con il demone per il sacrificio. Recede però all'ultimo momento al patto, così il demone si reca a casa sua alla ricerca di Jack. Prevedendo la cosa e nonostante avesse pregato il padre di tenere lontano il bambino dall'abitazione, Meg si reca sul posto: trova il bambino assieme al padre, ma mentre sta parlando con quest'ultimo il demone lo sorprende alle spalle e lo uccide sotto gli occhi inorriditi della donna. Ne nasce poi una spietata lotta, dove Meg combatte con il marito per salvare sia il figlio Jack che se stessa (anche perché, essendo incinta, il demone è attratto dal suo grembo), e alla fine riesce a incatenare il mostro e a staccargli la testa con l'aiuto di una catena, ma Kent muore.
Poco dopo la polizia giunge sul posto per svolgere le indagini. Mentre un medico sta portando via il cadavere nelle celle mortuarie, si notano gli effetti personali del morto, fra i quali il costume, tornato pulito e perfettamente intatto, dentro ad una scatola in attesa di venire analizzato.

## Produzione

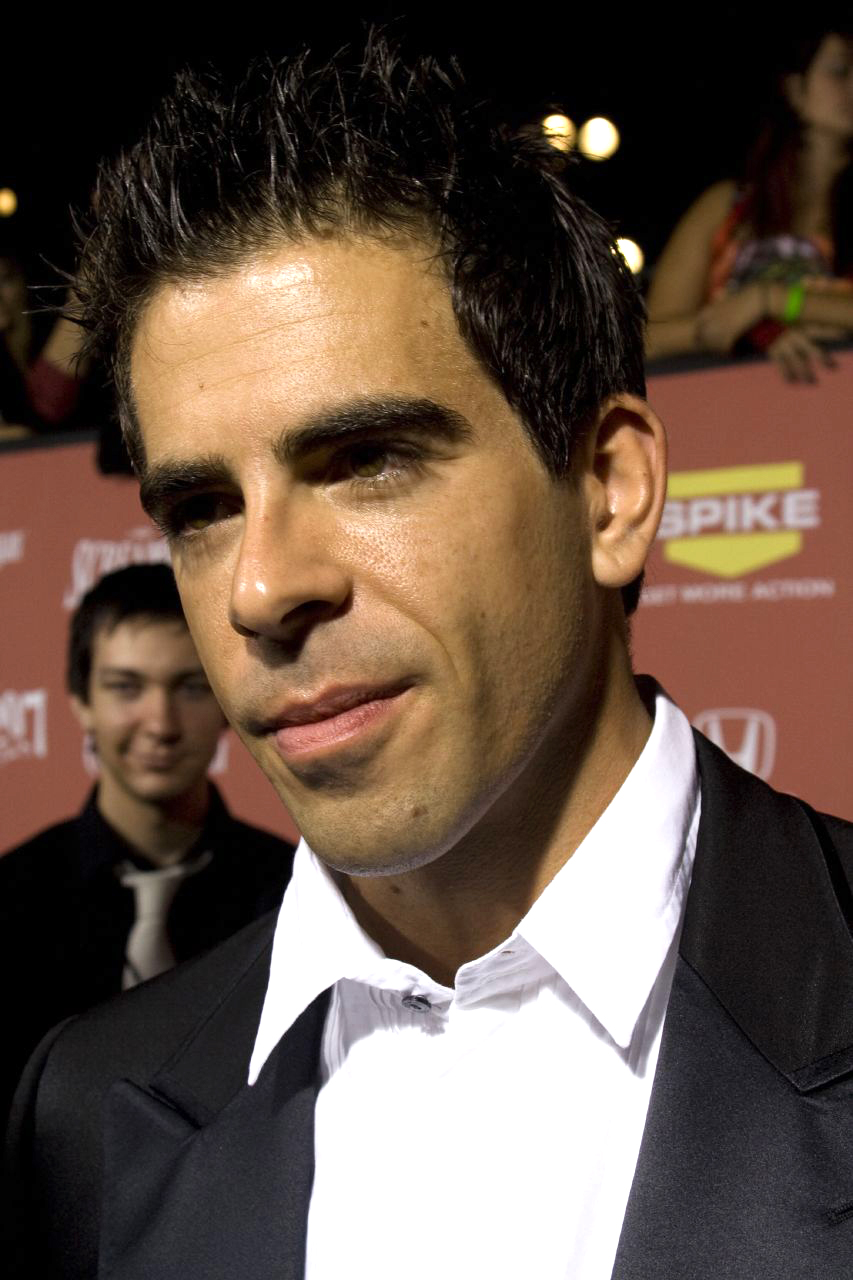
Eli Roth, sceneggiatore, produttore e interprete nella parte di Frowny the Clown

Nel novembre 2010, Jon Watts e Christopher D. Ford hanno caricato su YouTube un finto trailer che annunciava che Eli Roth avrebbe prodotto il film; Roth non era coinvolto al momento. Roth ha parlato del film, dicendo: "Ho amato quanto fossero spacconi, pubblicando un trailer che diceva: "Dal Maestro dell'orrore, Eli Roth". Alcune persone pensavano che avessi fatto il film, o che fosse un altro falso trailer di Grindhouse... Ho pensato che questi ragazzi meritassero una chance, e che la gente ha veramente il terrore dei clown malvagi. È un territorio inesplorato il farne una nuova versione di The Fly, con quest'uomo sente che sta cambiando, ha momenti di black out e al suo risveglio il costume da clown imbrattato di sangue. Hai compassione di quel mostro fino a quando il mostro non prende davvero il sopravvento. "
Le riprese sono iniziate nel novembre 2012 a Ottawa. Eli Roth è stato produttore e Watts ha diretto il film basandosi su una sceneggiatura scritta insieme a Ford.

## Colonna sonora
Matthew Veligdan ha composto la colonna sonora del film e otto brani sono stati inclusi nella colonna sonora.

## Distribuzione
Nel settembre 2012, Dimension Films e FilmNation Entertainment hanno acquisito i diritti di distribuzione del film. Il film è stato pubblicato il 13 novembre 2014 in Italia. La première britannica è stata il 27 febbraio 2015, in Scozia, al FrightFest di Glasgow 2015, seguita dal DVD e dal Blu-ray il 2 marzo 2015. Il film è stato anche distribuito nelle Filippine il 25 marzo 2015 e in Messico il 22 maggio 2015. Dopo essere stato rinviato, il film è uscito negli Stati Uniti il 17 giugno 2016.

## Critica
Sul sito web di aggregatori di recensioni Rotten Tomatoes, il film ha una valutazione di approvazione del 48% sulla base di 27 recensioni e una valutazione media di 4,6/ 10.
Dominic Cuthbert di Starburst ha assegnato 7/10 stelle e ha scritto: "Clown può essere formidabile e riempito fino al fegato di trofei familiari, ma è tremendamente divertente e un efficace orrore del corpo". La rivista Howard Gorman of Scream l'ha valutato 5/5 stelle e ha scritto: "Con Clown i realizzatori hanno creato un mostro completamente nuovo di proporzioni demoniache ed è un concetto che sicuramente merita di generare un seguito o due come il cielo è davvero il limite." Jeremy Aspinall dei Radio Times lo ha classificato come 2/5 stelle e l'ha descritto come "efficientemente messo insieme se un po' di calma". Anton Bitel di Little White Lies ha scritto che il film è anche una storia altrettanto straziante di "una lotta perdente di un padre di famiglia con i suoi stessi impulsi pedofili". Brad Miska di Bloody Disgusting lo ha valutato 3/5 stelle e ha scritto: "Anche se è quasi sempre noioso, ci sono ancora alcune cose davvero interessanti e divertenti sparse ovunque". Keri O'Shea di Brutal as Hell ha scritto: "Né spaventoso né divertente, ecco un'altra lezione per dimostrare che i trailer falsi spesso vanno bene così come sono". Joel Harley di HorrorTalk lo ha valutato 2/5 stelle e ha scritto, "Quello che avrebbe potuto essere uno dei pochi grandi film di clown killer si rivela un'ennesima delusione, essendo troppo irregolare nel tono e nel ritmo per essere considerato un successo."